# Christopher Kelk Ingold

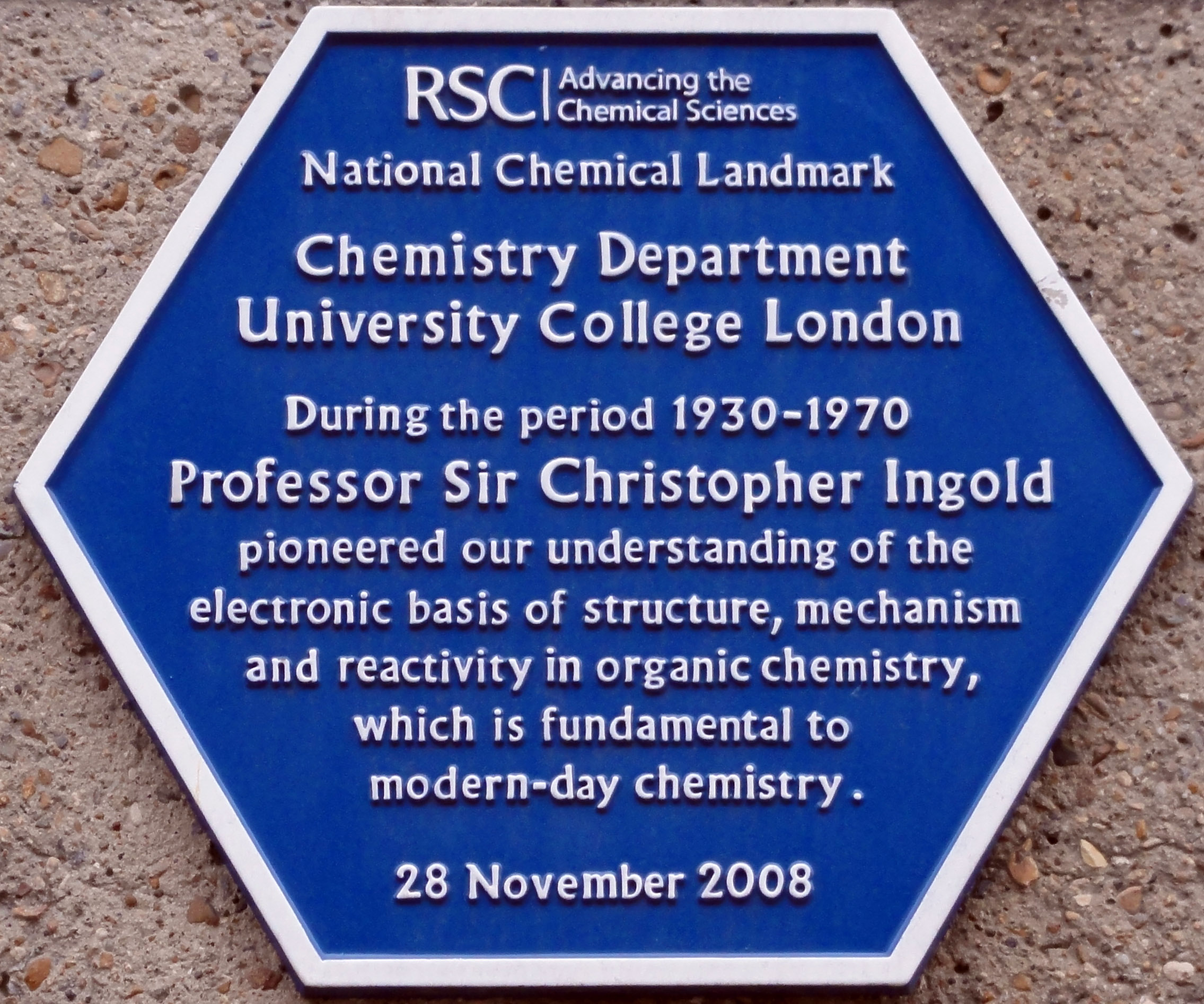
RSC commemorative plaque at University College.

Christopher Kelk Ingold (28 de octubre de 1893 – 8 de diciembre de 1970), miembro de la Royal Society, fue un químico británico con base en Leeds y Londres.
Su trabajo en las décadas de 1920 y 1930 en mecanismo de reacción y la estructura electrónica de compuestos orgánicos dio lugar a la introducción de  conceptos como nucleófilo, electrófilo, efectos de resonancia y símbolos como SN1, SN2, E1, y E2 en la química actual. También fue el coautor de las Reglas de Cahn-Ingold-Prelog junto a Robert Sidney Cahn y Vladimir Prelog. Ingold es recordado como unos de los pioneros de la fisicoquímica orgánica.[cita requerida]

## Trabajo científico
Ingold comenzó sus estudios científicos en Hartley University College en Southampton (ahora Southampton University) saliendo con un BSc (grado de bachiller en ciencias) externo en 1913 con la University of London. Luego de un pequeño tiempo en el Imperial College London y un poco de servicio militar, como científico, Ingold completó un MSc (grado de Máster en ciencias), otra vez con la University of London. Volvió al Imperial College para trabajar con Jocelyn Field Thorpe, y se le dio un PhD (grado de doctor en filosofía) en 1918 y un DSc (grado de doctorado en ciencias) en 1921.
Ingold se casó con la Hilda Usherwood, una research fellow química con la que colaboró en 1923. Tuvieron dos hijas y un varón, el químico Keith Ingold.
En 1924, Ingold se cambió a Leeds University donde pasó seis años como profesor de química orgánica. Regresó a Londres en 1930, y sirvió durante 24 años como cabeza del departamento de química en el University College London, de 1937 hasta su retiro, en 1961.
Durante su estudio de los halogenoalcanos, Ingold encontró evidencia de dos posibles mecanismos de reacción para reacciones de sustitución nucleofílica. El observó que la mayoría de los halogenoalcanos secundarios y terciarios pasaban por un mecanismo de dos pasos (SN1) mientras que la mayoría de los halogenoalcanos primarios pasaban por un mecanismo de un paso (SN2). Esta conclusión se basó en encontrar que las reacciones de la mayoría de los halogenoalcanos secundarios y terciarios con nucleófilos dependían sólo de la concentración del halogenoalcano. Mientras tanto descubrió que los halogenoalcanos primarios, cuando reaccionan con nucleófilos, dependen tanto de la concentración del halogenoalcano como la concentración del nucleófilo.
Hacia 1926, Ingold y Robert Robinson mantuvieron un acalorado debate sobre los acercamientos electrónicos teóricos a los mecanismos de reacción químicos.
Sir Christopher Ingold fue galardonado en 1946 con la medalla Davy, concedida por la Royal Society «en reconocimiento a su destacada labor en la aplicación de métodos físicos para problemas en química orgánica "In recognition of his distinguished work in applying physical methods to problems in organic chemistry" ||
También recibió la Medalla Longstaff de la Royal Society of Chemistry en 1951, la Medalla Royal de la Royal Society en 1952, y fue nombrado caballero en 1958. El departamento de química del University College London está ahora ubicado en el laboratorio de Sir Christopher Ingold, abierto en 1969.